# تومي أوهارا
تومي أوهارا (بالإنجليزية: Tommy O'Hara) (17 أغسطس 1953 في المملكة المتحدة - 28 يناير 2016 في المملكة المتحدة) هو لاعب كرة قدم أمريكي في مركز الوسط. شارك مع منتخب الولايات المتحدة لكرة القدم. أما مع النوادي، فقد لعب مع كوين أوف ساوث ونادي بارتيك ثيسل ونادي سلتيك ونادي فالكيرك ونادي ماذرويل وجاكسونفيل تي من ‏ وواشنطن ديبلومتس.

## وصلات خارجية
- تومي أوهارا على موقع قاعدة بيانات كرة القدم.إي يو (الإنجليزية)
- تومي أوهارا على موقع ناشيونال فوتبول تيمز (الإنجليزية)